# Abaltzisketa
Abaltzisketa (spanisch Abalcisqueta) ist ein Ort und eine Gemeinde (Municipio) in der Provinz Gipuzkoa im spanischen Baskenland. Sie hat 319 Einwohner (Stand: 2024). Neben dem gleichnamigen Hauptort gehört auch die Ortschaft Larraitz zur Gemeinde. 

## Geografie
Abaltzisketa liegt etwa 29 Kilometer südsüdwestlich von der Provinzhauptstadt Donostia-San Sebastián in einer Höhe von ca. 370 m.

## Bevölkerungsentwicklung
| 1970 | 1981 | 1991 | 2001 | 2011 | 2021 |
| ---- | ---- | ---- | ---- | ---- | ---- |
| 129  | 102  | 284  | 262  | 321  | 312  |

## Sehenswürdigkeiten
- Johannes-der-Täufer-Kirche (Iglesia de San Juan Bautista)
- Kapelle von Larraitz

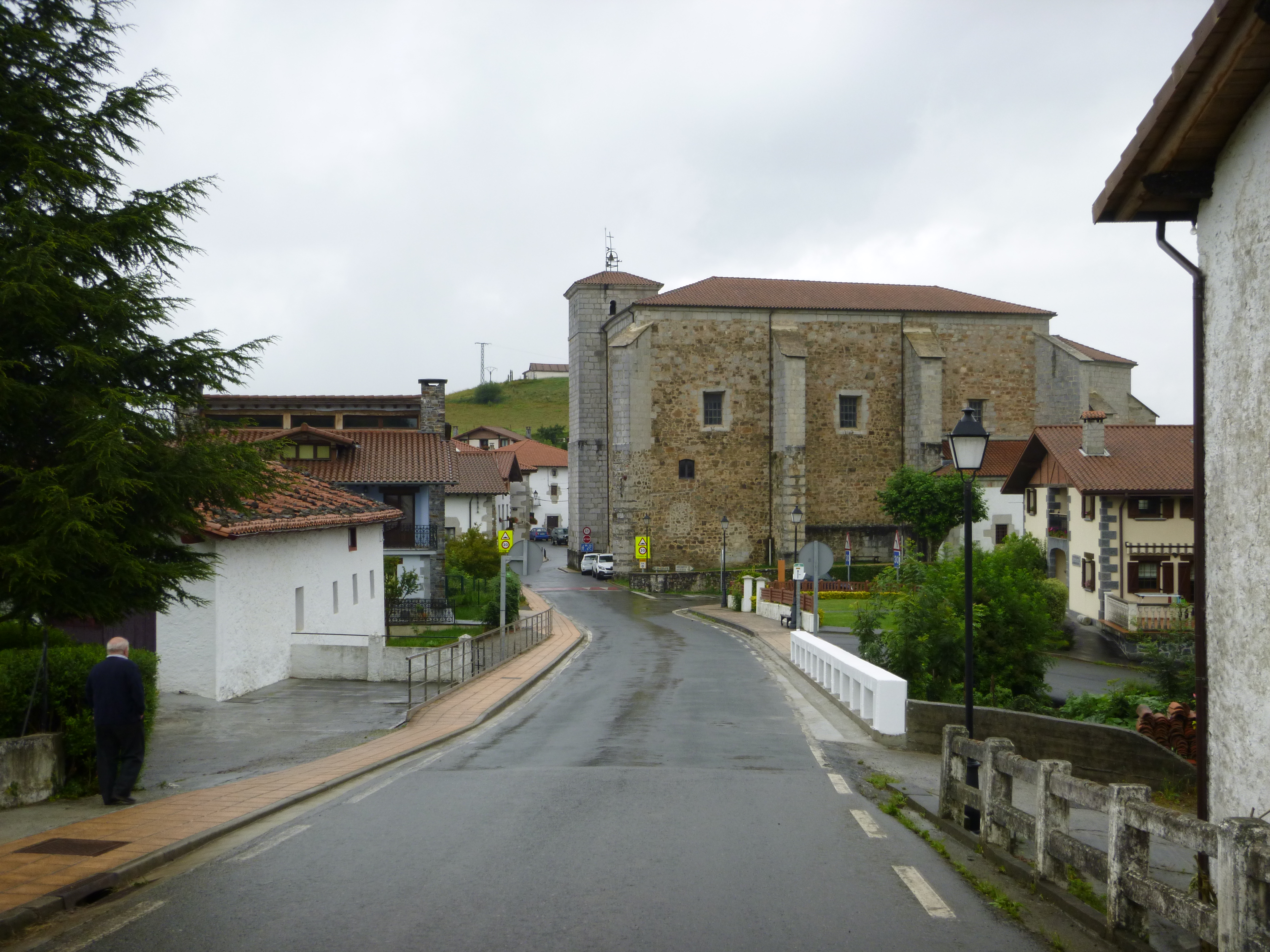
Johannes-der-Täufer-Kirche
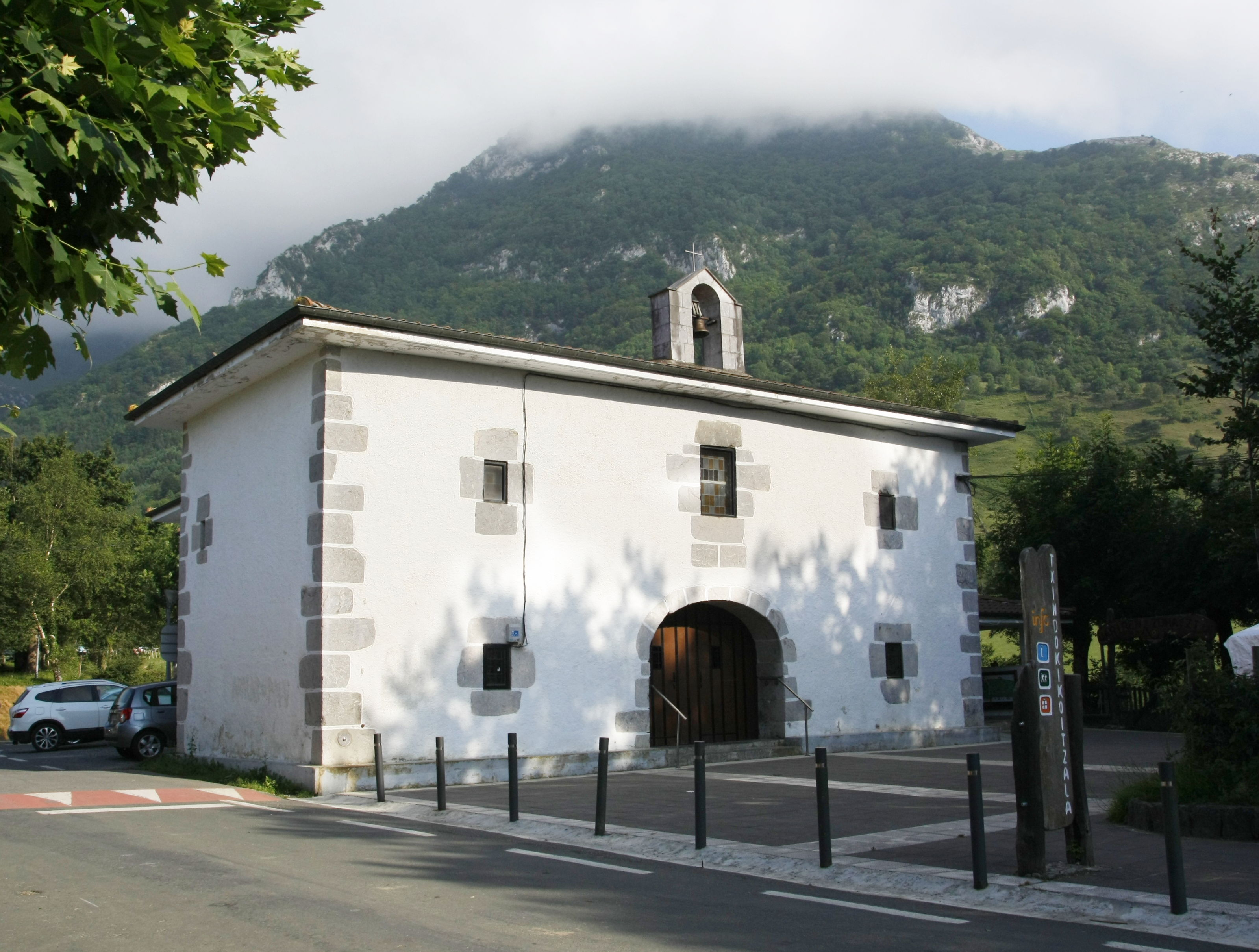
Kapelle von Larraitz
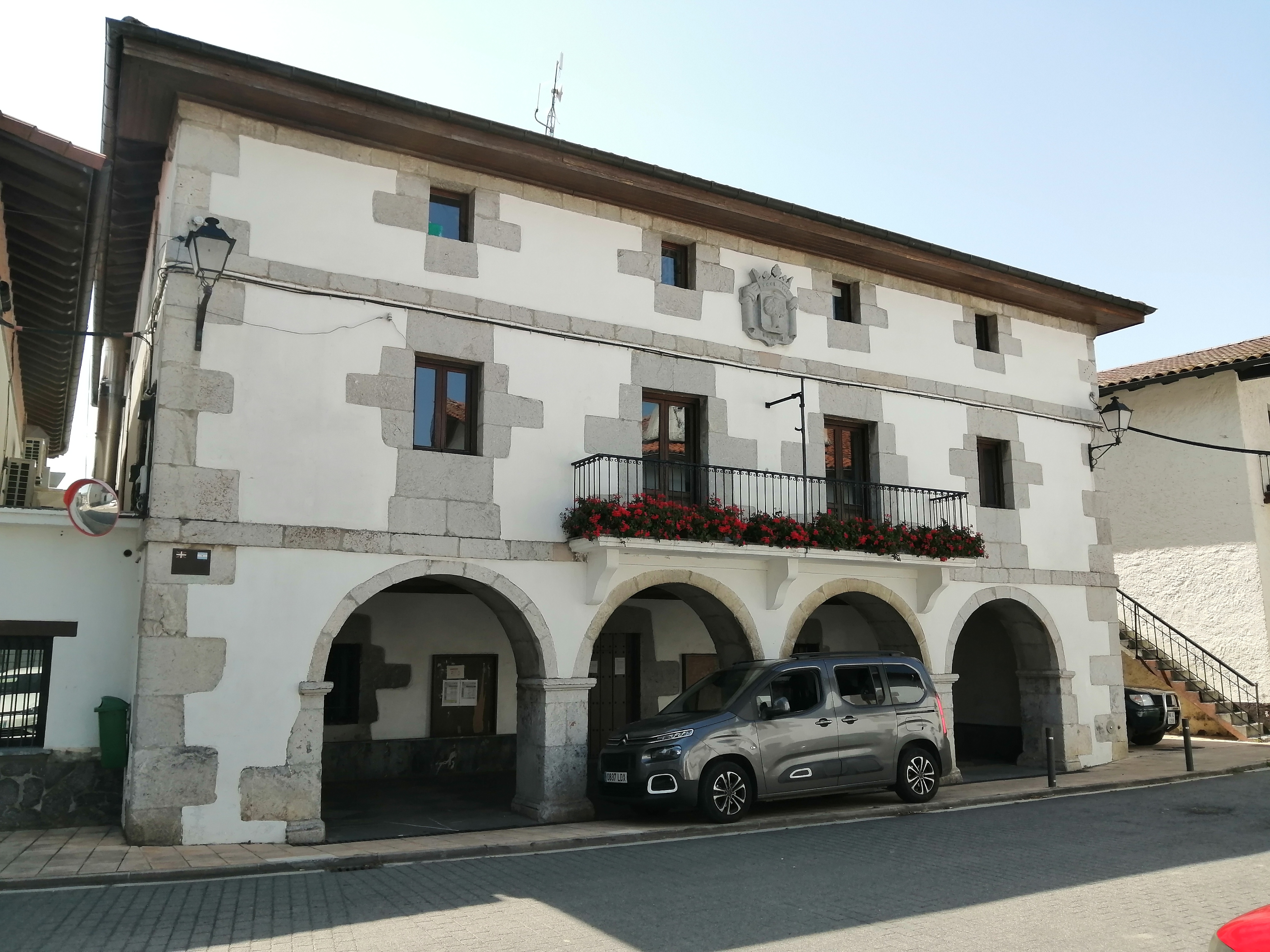
Rathaus